# Angonyx testacea
 Angonyx testacea là một loài bướm đêm thuộc họ Sphingidae. Nó được tìm thấy ở [[Nepal, miền bắc Ấn Độ, quần đảo quần đảo Andaman, Myanma, miền nam Trung Quốc, Đài Loan, Thái Lan, Việt Nam, Malaysia (Peninsular, Sarawak), Indonesia (Sumatra, Java, Kalimantan) và Philippines (Palawan, Luzon). The isolated population ở miền nam Ấn Độ và Sri Lanka là một separate species, namely Angonyx krishna.
Sải cánh dài 54–64 mm. Mỗi năm loài này có vài thế hệ in Hong Kong, con trưởng thành bay từ giữa tháng 2 đến đầu tháng 7, và again from cuối tháng 8 đến đầu tháng 1, đỉnh điểm vào tháng 4, tháng 6, giữa tháng 10 và cuối tháng 11.
Ấu trùng ăn Strychnos nux-vomica ở Ấn Độ.

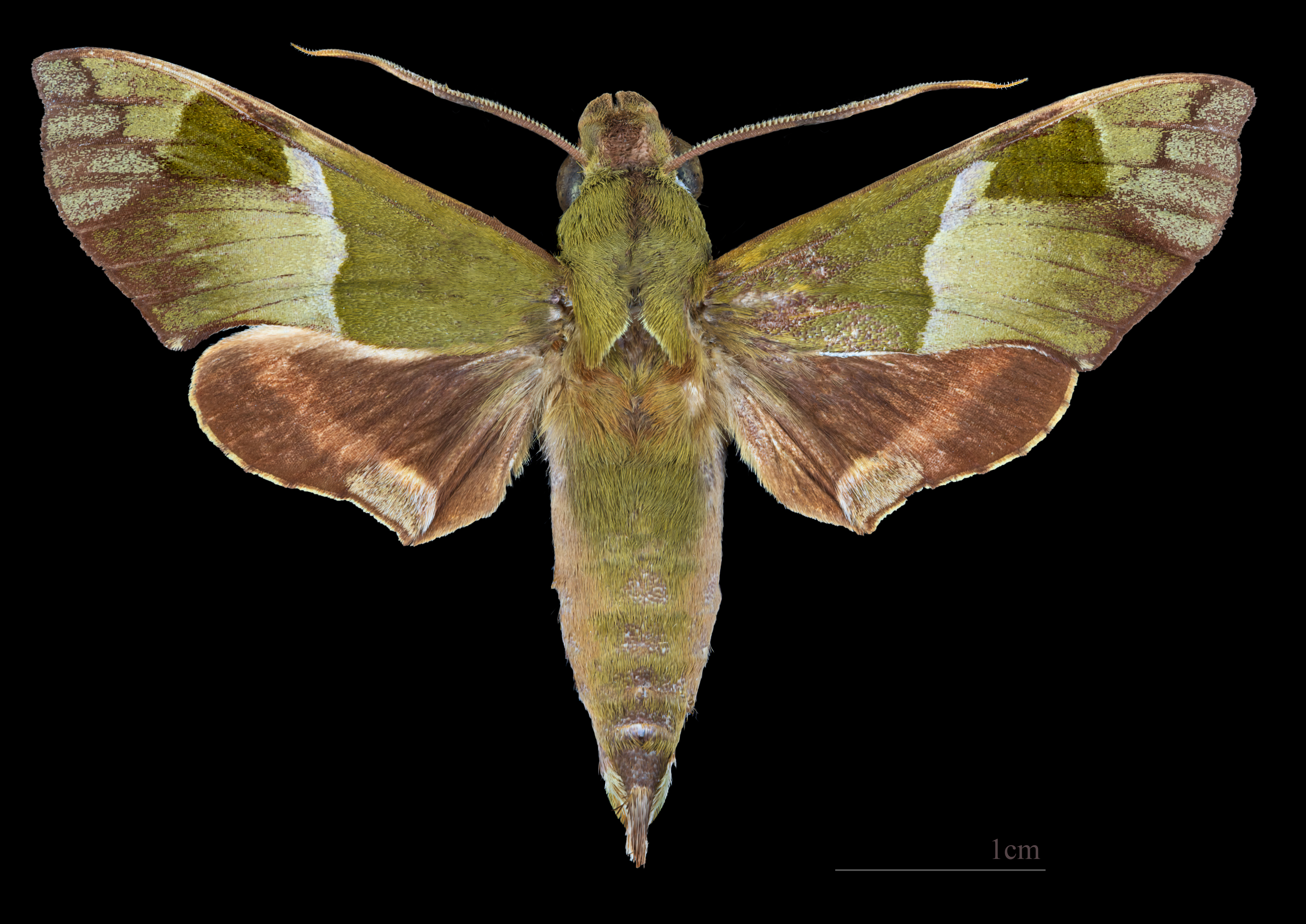
Angonyx testacea ♂
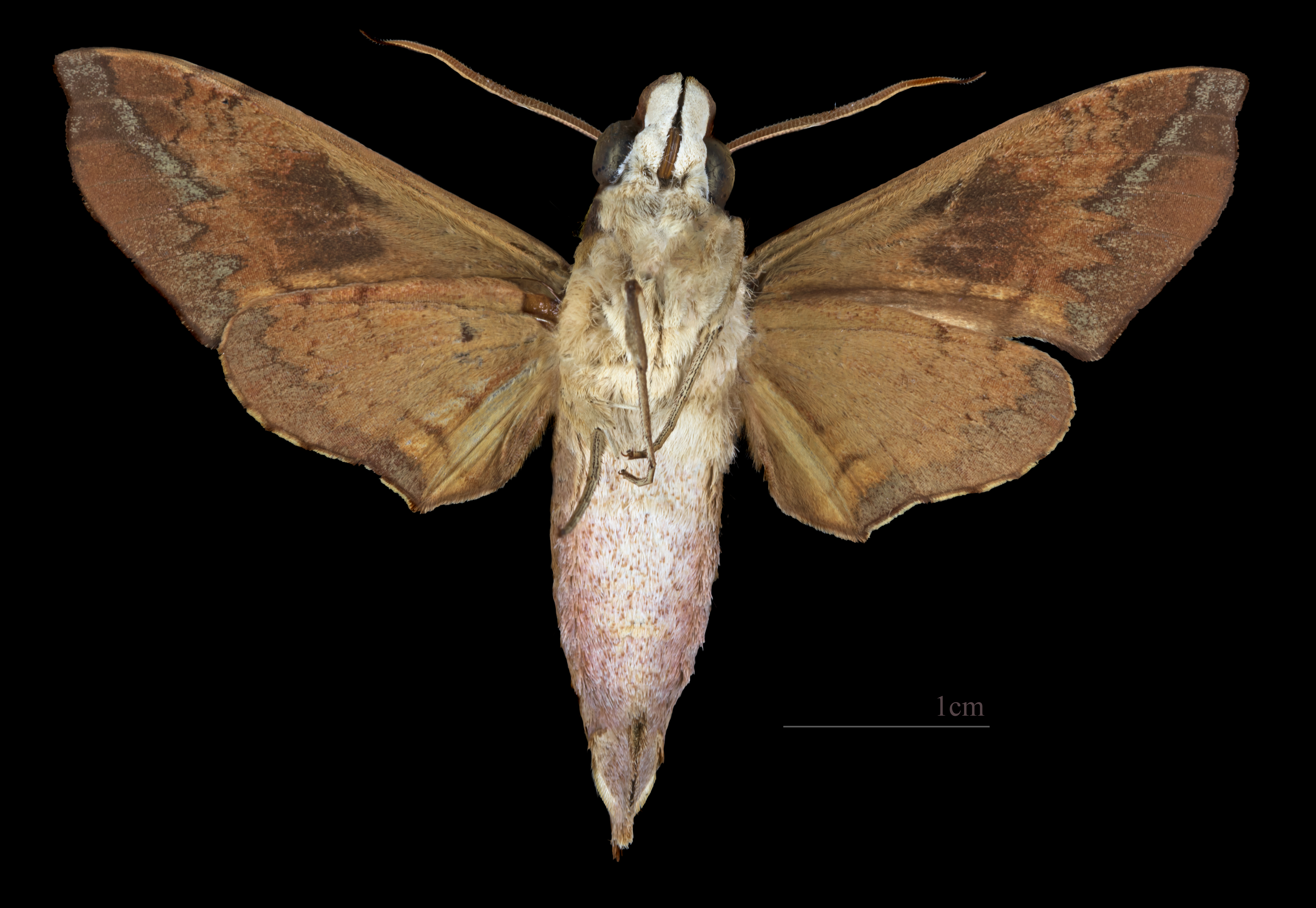
Angonyx testacea ♂  △
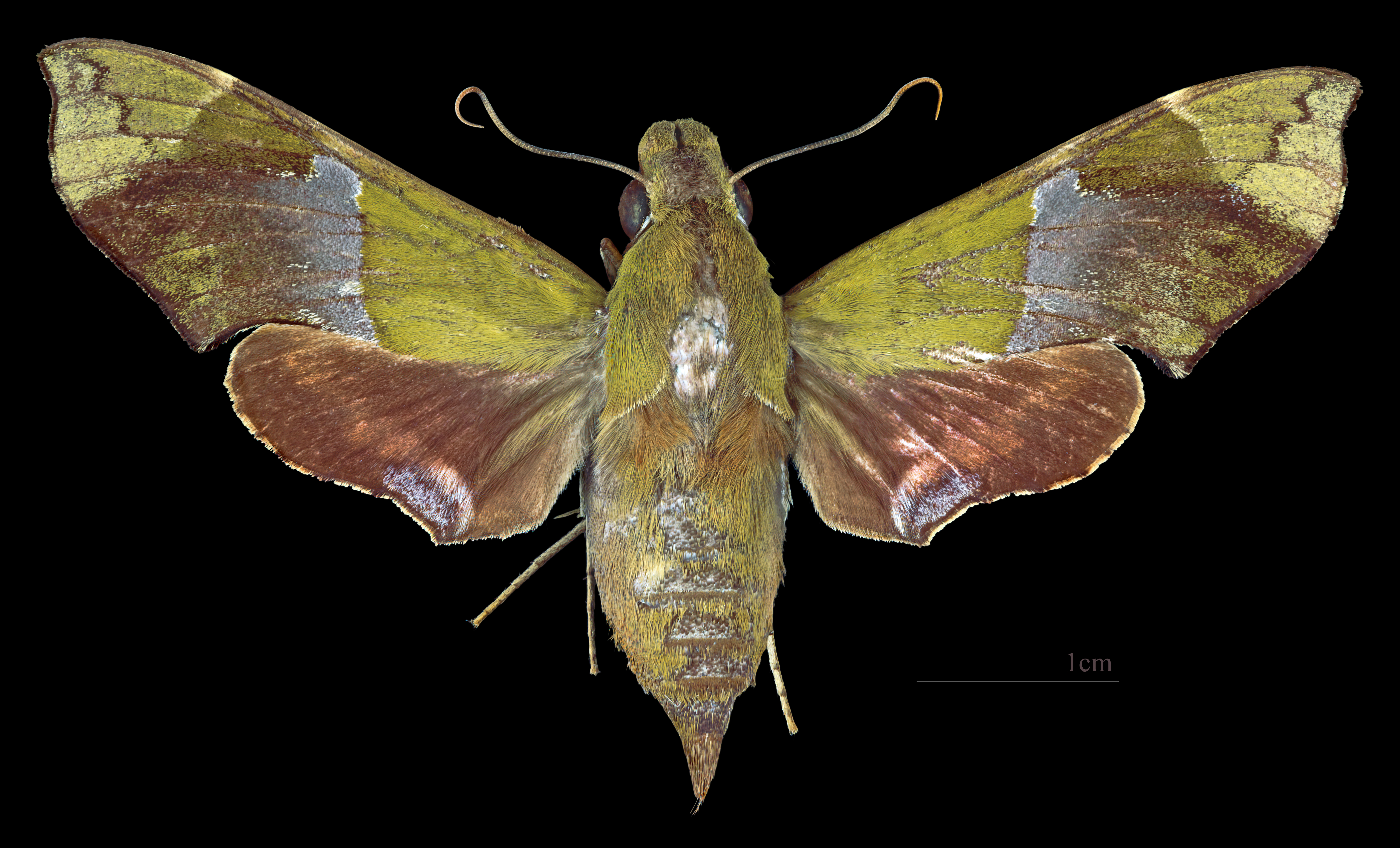
Angonyx testacea  ♀
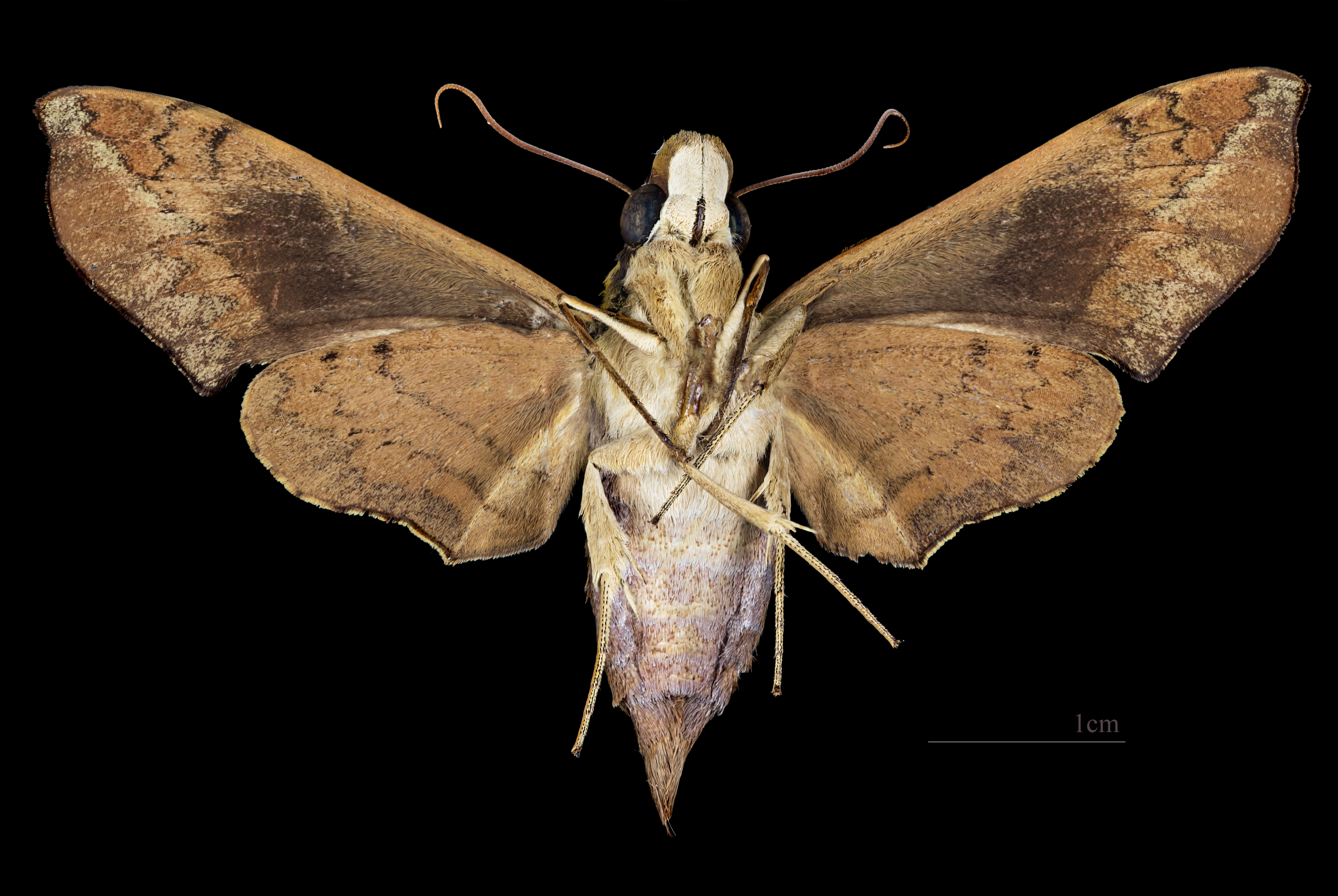
Angonyx testacea  ♀ △